# DDR-Leichtathletik-Meisterschaften 1989
Die DDR-Leichtathletik-Meisterschaften wurden 1989 zum 40. Mal ausgetragen und fanden vom 21. bis 23. Juli 1989 zum ersten Mal im Neubrandenburger Jahnstadion statt, bei denen in 35 Disziplinen (20 Männer/15 Frauen) die Meister ermittelt wurden. An den drei Wettkampftagen besuchten 28.000 Zuschauer die Veranstaltung.
Bei den Männern gelang es neun Athleten (Herold (1500 m), Pohland (100 m Hürden), Melzer (3000 m Hindernis), Weigel (20-km-Gehen), Wessig (Hoch), Langhammer (Stab), Timmermann (Kugel), Schult (Diskus) und Haber (Hammer)) ihren Titel aus dem Vorjahr zu verteidigen, was bei den Frauen vier Athletinnen (Ullrich (3000 m), Oschkenat (100 m Hürden), Anders (10-km-Gehen) und Felke (Speer)) gelang. Bei Hagen Melzer und Jürgen Schult waren es bereits die siebenten Titel in ihren Disziplinen. Auf mittlerweile sechs kommen Petra Felke sowie Gerd Wessig und ihren fünften errang Cornelia Oschkenat.
Zu den sportlichen Höhepunkten gehörten die Jahresweltbestleistungen von Ilke Wyludda mit 74,56 m im Diskuswurf und die 22,03 m von Kugelstoßer Ulf Timmermann. Der Magdeburger Volker Hadwich verpasste lediglich um acht Zentimeter den DDR-Rekord im Speerwurf und im Hochsprung scheiterte Heike Balck erst an den 2,00 m.
Die Ehrenpreise des Generalsekretärs des ZK der SED und Vorsitzenden des Staatsrates der DDR, Erich Honecker, erhielten für die besten Leistungen der Meisterschaften bei den Frauen Diskuswerferin Ilke Wyludda und bei den Männern der Speerwerfer Volker Hadwich. Beide kamen den Weltrekorden in ihren Disziplinen Prozentual am nächsten.
Wie üblich wurden aus zeitlichen oder organisatorischen Gründen verschiedene Wettbewerbe aus dem Programm der in Neubrandenburg stattfindenden Hauptveranstaltung ausgelagert und an andere Orte zu anderen Terminen vergeben. In diesem Jahr waren dies die 10.000-Meter-Läufe, die Straßenläufe, die Staffeln über 4-mal 100 Meter und 4-mal 400 Meter, der Siebenkampf (Frauen) sowie der Zehnkampf (Männer) und wie jedes Jahr die Crossläufe.
Dabei konnte die Berlinerin Kathrin Ullrich im 10.000-Meter-Lauf ihren Titel erfolgreich verteidigen, was zugleich ihr dritter Triumph in Folge war.
Kathrin Ullrich konnte bei den Frauen insgesamt vier Goldmedaillen gewinnen und war somit die erfolgreichste Athletin der Meisterschaften. Bei den Männern war der Dresdener Hagen Melzer mit zwei Gold- und einer Silbermedaille erfolgreichster Athlet. Mit insgesamt 11 Gold-, 9 Silber- und 9 Bronzemedaillen stellte der SC Dynamo Berlin die erfolgreichste Mannschaft der Meisterschaften.

## Hauptveranstaltung

### Männer

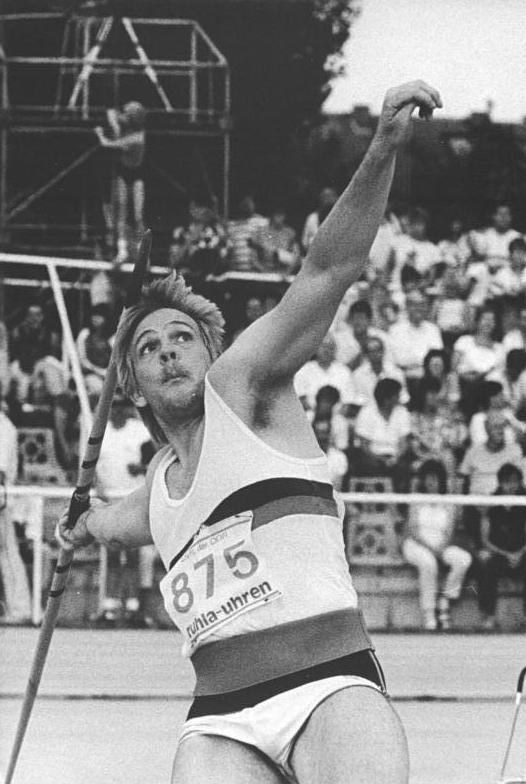
Der 24-jährige Volker Hadwich siegte mit 84,06 m im Speerwurf und verfehlte den DDR-Rekord nur um acht Zentimeter.

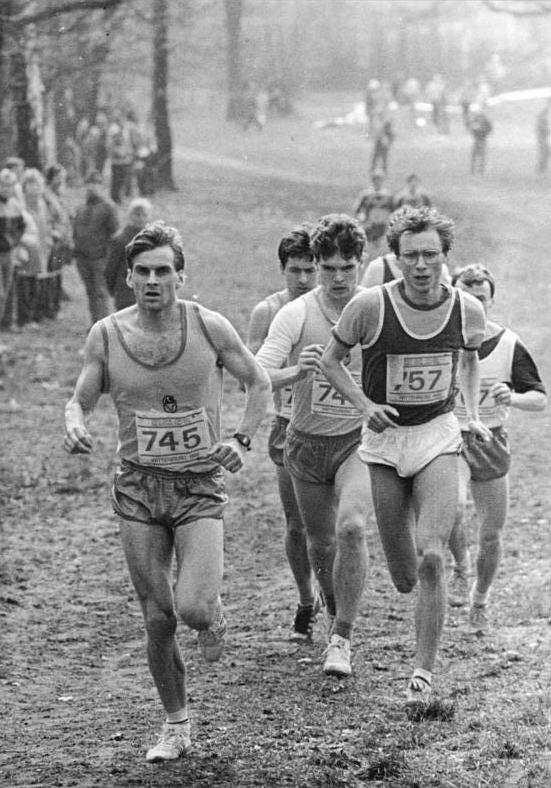
Neuer Meister im Crosslauf auf der 11,5-km-Strecke wurde der Potsdamer Steffen Dittmann (Nr. 745) vor seinem Klubkamerad Frank Heine (m.) und dem Berliner André Weßel (Nr. 757).

| Disziplin                     | Gold                                   | Gold         | Silber                               | Silber       | Bronze                               | Bronze       |
| 0100 m (Wind: -0,7 m/s)       | Steffen Bringmann SC Dynamo Berlin     | 10,35 s      | Sven Matthes SC Dynamo Berlin        | 10,35 s      | Michael Huke SC Turbine Erfurt       | 10,46 s      |
| 0200 m                        | Steffen Schwabe SC DHfK Leipzig        | 20,85 s      | Steffen Bringmann SC Dynamo Berlin   | 20,89 s      | Frank Emmelmann SC Magdeburg         | 21,04 s      |
| 0400 m                        | Matthias Schober SC Turbine Erfurt     | 47,46 s      | Torsten Odebrett SC Turbine Erfurt   | 47,47 s      | Andreas Hübner SC Dynamo Berlin      | 47,54 s      |
| 0800 m                        | Jens-Peter Herold ASK Vorwärts Potsdam | 1:50,92 min  | Rainer Sudau ASK Vorwärts Potsdam    | 1:51,06 min  | John-Henry May TSC Berlin            | 1:52,19 min  |
| 1500 m                        | Jens-Peter Herold ASK Vorwärts Potsdam | 3:37,72 min  | Mario Neumann ASK Vorwärts Potsdam   | 3:40,64 min  | Ivo Schutte SC Cottbus               | 3:42,82 min  |
| 5000 m                        | Stephan Freigang SC Cottbus            | 13:42,69 min | Uwe Pflügner SC Turbine Erfurt       | 13:42,81 min | André Weßel SC Dynamo Berlin         | 13:51,61 min |
| Marathon                      | Steffen Dittmann ASK Vorwärts Potsdam  | 2:21:04 h    | Eike Loch SC Motor Jena              | 2:22:22 h    | Klaus Goldammer TSC Berlin           | 2:23:16 h    |
| 110 m Hürden (Wind: -3,1 m/s) | Holger Pohland SC DHfK Leipzig         | 14,23 s      | Arne Rinckleb SC Karl-Marx-Stadt     | 14,65 s      | Thomas Halamoda TSC Berlin           | 14,96 s      |
| 400 m Hürden                  | Hans-Jürgen Ende SC Magdeburg          | 50,65 s      | Michael Gerlach SC Turbine Erfurt    | 51,53 s      | Olaf Günther SC DHfK Leipzig         | 51,75 s      |
| 3000 m Hindernis              | Hagen Melzer SC Einheit Dresden        | 8:27,32 min  | Thomas Peucker SC Neubrandenburg     | 8:35,69 min  | Torsten Herwig SC Dynamo Berlin      | 8:38,44 min  |
| 20-km-Gehen                   | Ronald Weigel ASK Vorwärts Potsdam     | 1:27:24 h    | Heiko Landmann SC Dynamo Berlin      | 1:32:42 h    | Olaf Möldner ASK Vorwärts Potsdam    | 1:32:47 h    |
| 50-km-Gehen                   | Bernd Gummelt ASK Vorwärts Potsdam     | 3:53:36 h    | Peter Scholle SC Turbine Erfurt      | 4:01:49 h    | Torsten Hafemeister SC Dynamo Berlin | 4:11:42 h    |
| Hochsprung                    | Gerd Wessig SC Traktor Schwerin        | 2,24 m       | Thomas Müller SC Turbine Erfurt      | 2,21 m       | Andreas Tober SC Einheit Dresden     | 2,21 m       |
| Stabhochsprung                | Uwe Langhammer SC Motor Jena           | 5,50 m       | Enrico Mann SC Cottbus               | 5,50 m       | Marco Schröder ASK Vorwärts Potsdam  | 5,40 m       |
| Weitsprung                    | Marco Delonge SC Dynamo Berlin         | 8,27 m       | Ron Beer SC Dynamo Berlin            | 7,96 m       | Carsten Embach ASK Vorwärts Potsdam  | 7,93 m       |
| Dreisprung                    | Dirk Gamlin SC Traktor Schwerin        | 16,78 m      | Thomas Rex SC Turbine Erfurt         | 16,30 m      | Jörg Elbe SC Karl-Marx-Stadt         | 16,28 m      |
| Kugelstoßen                   | Ulf Timmermann TSC Berlin              | 22,03 m      | Oliver-Sven Buder SC Karl-Marx-Stadt | 20,22 m      | Torsten Pelzer ASK Vorwärts Potsdam  | 19,63 m      |
| Diskuswurf                    | Jürgen Schult SC Traktor Schwerin      | 67,14 m      | Lutz Friedrich SC Karl-Marx-Stadt    | 61,00 m      | Andreas Becker SC Empor Rostock      | 59,44 m      |
| Hammerwurf                    | Ralf Haber SC Karl-Marx-Stadt          | 77,84 m      | Jörn Hübner SC Cottbus               | 72,66 m      | Thomas Hommel ASK Vorwärts Potsdam   | 68,22 m      |
| Speerwurf                     | Volker Hadwich SC Magdeburg            | 84,06 m      | Uwe Trinks SC Motor Jena             | 79,50 m      | Gerald Weiß SC Traktor Schwerin      | 79,08 m      |

### Frauen

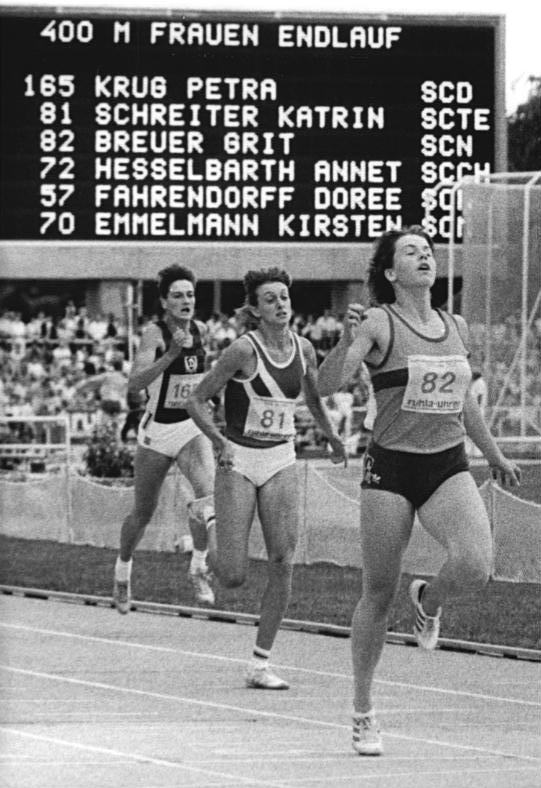
Die 17-jährige Grit Breuer (Nr. 82) siegte im 400-Meter-Lauf vor Katrin Schreiter (Nr. 81) und Petra Krug (links).

| Disziplin                     | Gold                                | Gold        | Silber                                | Silber      | Bronze                           | Bronze      |
| 0100 m (Wind: -0,5 m/s)       | Katrin Krabbe SC Neubrandenburg     | 11,20 s     | Kerstin Behrendt SC DHfK Leipzig      | 11,22 s     | Silke Möller SC Empor Rostock    | 11,26 s     |
| 0200 m                        | Silke Möller SC Empor Rostock       | 22,23 s     | Katrin Krabbe SC Neubrandenburg       | 22,67 s     | Sabine Günther SC Motor Jena     | 22,83 s     |
| 0400 m                        | Grit Breuer SC Neubrandenburg       | 50,48 s     | Katrin Schreiter SC Turbine Erfurt    | 51,28 s     | Petra Krug SC Dynamo Berlin      | 52,03 s     |
| 0800 m                        | Sigrun Wodars SC Neubrandenburg     | 1:57,43 min | Christine Wachtel SC Neubrandenburg   | 1:58,23 min | Yvonne Mai SC Neubrandenburg     | 2:00,26 min |
| 1500 m                        | Ellen Kießling SC Einheit Dresden   | 4:08,87 min | Yvonne Mai SC Neubrandenburg          | 4:09,50 min | Heike Oehme SC Cottbus           | 4:09,73 min |
| 3000 m                        | Kathrin Ullrich SC Dynamo Berlin    | 8:45,43 min | Birgit Jerschabek SC Traktor Schwerin | 9:05,68 min | Sabine Leist SC Traktor Schwerin | 9:06,00 min |
| Marathon                      | Annette Fincke SC Magdeburg         | 2:43:41 h   | Sylvia Renz SC Chemie Halle           | 2:44:27 h   | Katrin Schier SC Chemie Halle    | 2:48:05 h   |
| 100 m Hürden (Wind: -0,9 m/s) | Cornelia Oschkenat SC Dynamo Berlin | 12,99 s     | Heike Theele SC Magdeburg             | 13,44 s     | Peggy Beer SC Dynamo Berlin      | 13,78 s     |
| 400 m Hürden                  | Petra Krug SC Dynamo Berlin         | 54,71 s     | Cornelia Ullrich SC Magdeburg         | 55,99 s     | Antje Axmann SC Turbine Erfurt   | 57,22 s     |
| 10-km-Gehen                   | Beate Anders TSC Berlin             | 44:44 min   | Ines Estedt SC Dynamo Berlin          | 47:30 min   | Nicole Benz SC Dynamo Berlin     | 49:10 min   |
| Hochsprung                    | Heike Balck SC Traktor Schwerin     | 1,97 m      | Ute Seidler SC Chemie Halle           | 1,85 m      | Britta Vörös SC Motor Jena       | 1,85 m      |
| Weitsprung                    | Helga Radtke SC Empor Rostock       | 6,99 m      | Katja Trostel SC Dynamo Berlin        | 6,81 m      | Anke Behmer SC Neubrandenburg    | 6,70 m      |
| Kugelstoßen                   | Heike Hartwig SC Dynamo Berlin      | 20,68 m     | Heidi Krieger SC Dynamo Berlin        | 19,82 m     | Grit Hammer SC Motor Jena        | 19,82 m     |
| Diskuswurf                    | Ilke Wyludda SC Chemie Halle        | 74,56 m     | Gabriele Reinsch ASK Vorwärts Potsdam | 66,48 m     | Irina Meszynski TSC Berlin       | 66,28 m     |
| Speerwurf                     | Petra Felke SC Motor Jena           | 67,66 m     | Silke Renk SC Chemie Halle            | 65,70 m     | Beate Koch SC Motor Jena         | 64,94 m     |

## Ausgelagerte Wettbewerbe
Wie üblich wurden aus zeitlichen oder organisatorischen Gründen verschiedene Wettbewerbe nicht im Rahmen der in Neubrandenburg stattfindenden Hauptveranstaltung ausgetragen. Erstmals standen die Straßenläufe mit auf dem Programm.
Terminkalender der ausgelagerten Wettbewerbe in chronologischer Reihenfolge:
- Crossläufe: 2,3 km Rundkurs im Volkspark von Wittenberg-Piesteritz, 19. März mit Einzelwertungen für Frauen und Männer auf jeweils zwei Streckenlängen (Mittel- / Langstrecke)
- Straßenläufe: – im Rahmen des 25. Sachsenhausen-Gedenklaufes in Schwerin, 23. April – Männer: 20 km / Frauen: 10 km
- Mehrkämpfe: im Max-Reimann-Stadion von Cottbus, 27. bis 28. Mai – Männer: Zehnkampf / Frauen: Siebenkampf
- 10.000-Meter-Lauf: im Ostseestadion von Rostock, 22. Juni
- 4-mal-100-Meter-Staffeln und 4-mal-400-Meter-Staffeln: im Rahmen des „4-Tore-Pokals“ im Jahnstadion von Neubrandenburg, 23. Juni

### Männer
| Disziplin                        | Gold                                                                    | Gold         | Silber                                                                               | Silber       | Bronze                                                                | Bronze       |
| 10.000 m                         | Hagen Melzer SC Einheit Dresden                                         | 28:50,60 min | Stephan Freigang SC Cottbus                                                          | 28:51,01 min | André Weßel SC Dynamo Berlin                                          | 28:55,61 min |
| 20-km-Straßenlauf                | Frank Heine ASK Vorwärts Potsdam                                        | 59:40,7 min  | Hagen Melzer SC Einheit Dresden                                                      | 1:00:01,8 h  | Sven Wille SC Chemie Halle                                            | 1:00:04,8 h  |
| 4 × 100 m                        | SC Dynamo Berlin Sven Matthes Steffen Bringmann Svend Maly Lars Olbrich | 39,93 s      | TSC Berlin Frank Wichmann Karsten Just Volker Schulz Sven Löchle                     | 41,30 s      | SC Karl-Marx-Stadt Jens Carlowitz Arne Rinckleb Norbert Rau Frähsdorf | 42,02 s      |
| 4 × 400 m                        | SC Dynamo Berlin Andreas Hübner Karsten Leuteritz Svend Maly Jan Lenzke | 3:10,37 min  | SC Turbine Erfurt Michael Gerlach Matthias Schober Torsten Odebrett Hauke Fuhlbrügge | 3:10,94 min  | TSC Berlin Karsten Just Jens Unterdörfer John-Henry May Sven Folgmann | 3:12,02 min  |
| Zehnkampf                        | René Günther SC Chemie Halle                                            | 8013 Punkte  | Thomas Halamoda TSC Berlin                                                           | 7086 Punkte  | Thomas Neumann SC Einheit Dresden                                     | 7000 Punkte  |
| Crosslauf Mittelstrecke – 4,6 km | Heiner Mebes SC Magdeburg                                               | 13:02 min    | Olaf Beyer ASK Vorwärts Potsdam                                                      | 13:03 min    | Thomas Margott SC Magdeburg                                           | 13:09 min    |
| Crosslauf Langstrecke – 11,5 km  | Steffen Dittmann ASK Vorwärts Potsdam                                   | 33:58 min    | Frank Heine ASK Vorwärts Potsdam                                                     | 34:10 min    | André Weßel SC Dynamo Berlin                                          | 34:24 min    |

### Frauen
| Disziplin                        | Gold                                                                        | Gold         | Silber                                                                         | Silber       | Bronze                                                                    | Bronze       |
| 10.000 m                         | Kathrin Ullrich SC Dynamo Berlin                                            | 32:22,55 min | Uta Pippig ASK Vorwärts Potsdam                                                | 32:42,55 min | Birgit Jerschabek SC Traktor Schwerin                                     | 32:56,30 min |
| 10-km-Straßenlauf                | Kathrin Ullrich SC Dynamo Berlin                                            | 32:01,0 min  | Birgit Jerschabek SC Traktor Schwerin                                          | 33:31,9 min  | Ellen Kießling SC Einheit Dresden                                         | 34:19,7 min  |
| 4 × 100 m                        | SC Turbine Erfurt Antje Axmann Susanne Losch Katrin Schreiter Kathrin Henke | 44,90 s      | SC Motor Jena Sabine Günther Karina Knuhr Anja Hübschmann Anja Rücker          | 46,39 s      | SC Einheit Dresden Ilka Lademann Heike Meißner Gabriele Glock Ute Mütze   | 49,17 s      |
| 4 × 400 m                        | SC Neubrandenburg Manuela Derr Anke Schmidt Anke Behmer Sigrun Wodars       | 3:27,80 min  | SC Turbine Erfurt Katrin Schreiter Antje Axmann Hildegard Körner Susanne Losch | 3:29,73 min  | SC Einheit Dresden Ramona Neumann Heike Meißner Ute Mütze Jana Krähenberg | 3:41,15 min  |
| Siebenkampf                      | Birgit Gautzsch SC Karl-Marx-Stadt                                          | 6271 Punkte  | Peggy Beer SC Dynamo Berlin                                                    | 6012 Punkte  | Anke Schmidt SC Neubrandenburg                                            | 5935 Punkte  |
| Crosslauf Mittelstrecke – 2,3 km | Katrin Kowalsky TSC Berlin                                                  | 6:05 min     | Jeanette Weiß SC Turbine Erfurt                                                | 6:07 min     | Karen Hartmann BSG Medizin Schwerin                                       | 6:08 min     |
| Crosslauf Langstrecke – 6,9 km   | Kathrin Ullrich SC Dynamo Berlin                                            | 22:40 min    | Birgit Barth SC Dynamo Berlin                                                  | 24:30 min    | Birgit Reefschläger SG Blau-Weiß Petershagen                              | 24:54 min    |

## Medaillenspiegel
Der Medaillenspiegel umfasst die Medaillengewinner und -gewinnerinnen aller Wettbewerbe.
| Platz | Verein                                           | Verein                   | Gold | Silber | Bronze | Gesamt |
| 01    | Logo vom SC Dynamo Berlin                        | SC Dynamo Berlin         | 110  | 9      | 9      | 290    |
| 02    | Logo vom ASK Vorwärts Potsdam                    | ASK Vorwärts Potsdam     | 7    | 6      | 5      | 180    |
| 03    | Logo vom SC Neubrandenburg                       | SC Neubrandenburg        | 4    | 4      | 3      | 110    |
| 04    | Logo vom SC Traktor Schwerin                     | SC Traktor Schwerin      | 4    | 2      | 3      | 9      |
| 05    | Logo vom SC Magdeburg                            | SC Magdeburg             | 4    | 2      | 2      | 8      |
| 06    | Logo vom TSC Berlin                              | TSC Berlin               | 3    | 2      | 5      | 100    |
| 07    | Logo vom SC Einheit Dresden                      | SC Einheit Dresden       | 3    | 1      | 5      | 9      |
| 08    | Logo vom SC Turbine Erfurt                       | SC Turbine Erfurt        | 2    | 100    | 2      | 140    |
| 09    | Logo vom SC Motor Jena                           | SC Motor Jena            | 2    | 3      | 4      | 9      |
| 10    | Logo vom SC Karl-Marx-Stadt                      | SC Karl-Marx-Stadt       | 2    | 3      | 2      | 7      |
| 10    | Logo vom SC Chemie Halle                         | SC Chemie Halle          | 2    | 3      | 2      | 7      |
| 12    |                                                  | SC DHfK Leipzig          | 2    | 1      | 1      | 4      |
| 13    | Logo vom SC Empor Rostock                        | SC Empor Rostock         | 2    | –      | 2      | 4      |
| 14    | Logo vom SC Cottbus                              | SC Cottbus               | 1    | 3      | 2      | 6      |
| 15    | kein Logo der BSG Medizin Schwerin vorhanden     | BSG Medizin Schwerin     | –    | –      | 1      | 1      |
| 15    | kein Logo der SG Blau-Weiß Petershagen vorhanden | SG Blau-Weiß Petershagen | –    | –      | 1      | 1      |
|       | Total                                            | Total                    | 49   | 49     | 49     | 147    |

## Randnotizen
Traditionell wurden im Rahmen der Meisterschaften erfolgreiche Athleten vergangener Jahre feierlich aus der Nationalmannschaft verabschiedet. Unter den 42 Frauen und Männern, die ihre Laufbahn beendeten, befanden sich Ilona Briesenick, Marlies Göhr, Hartwig Gauder, Werner Schildhauer und Udo Beyer.